# Johan Rudolph Thorbecke
Johan Rudolph Thorbecke (Zwolle, 14 januari 1798 – Den Haag, 4 juni 1872) was een Nederlands staatsman van liberale signatuur. Hij wordt als de grondlegger van het parlementarisme in Nederland beschouwd.

## Levensloop tot 1848

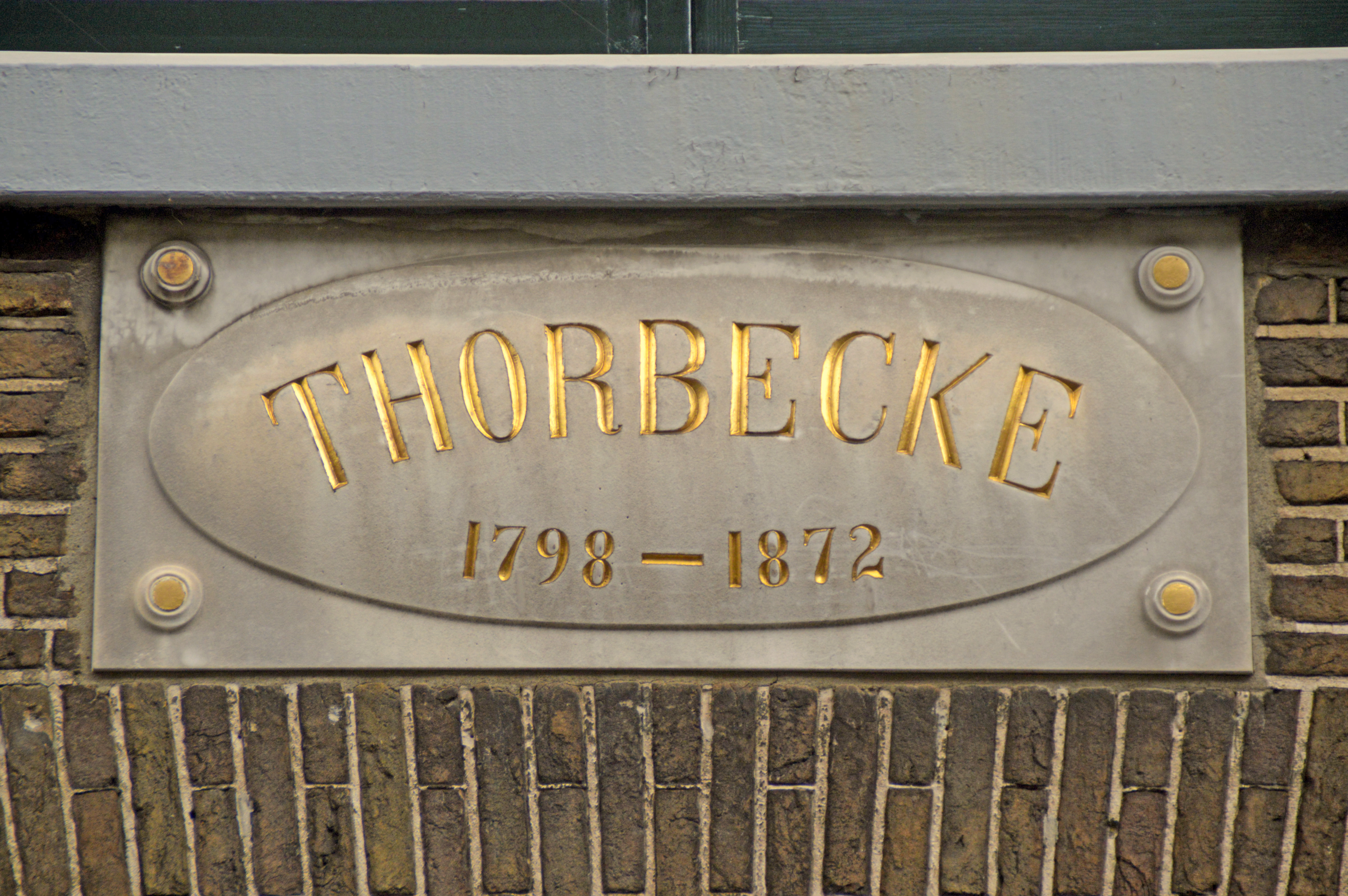
Gevelsteen Thorbeckegracht 11 in Zwolle, waar Thorbecke op 14 januari 1798 geboren werd

Thorbecke werd geboren in een uit Duitsland stammende familie. Zijn vader, Frederik Willem Thorbecke (1764-1835), was tabakshandelaar, maar maar had het niet breed. Hierdoor leefde het gezin lange tijd in armoede en was het aangewezen op steun van in Duitsland levende familieleden. Zijn moeder was Christine Regina Louise Becker (1768-1805). Tot aan zijn dood heeft Thorbeckes vader zijn zoon gestimuleerd om te studeren, om het oog constant gericht te houden op een carrière. Hij moest bereiken wat zijn vader zelf niet had bereikt en – praktischer – geld verdienen om de familie te onderhouden.
Thorbecke werd in Amsterdam onderwezen door de lutherse dominee Georg Sartorius. Tevens volgde hij in deze periode enkele collegereeksen aan het Athenaeum Illustre. Hij studeerde af in de letteren aan de Universiteit Leiden en promoveerde op 23 juni 1820. Buiten zijn studieprogramma om had hij meegedaan aan drie prijsvragen: één over Cicero's levensfilosofie, één over Cicero's opvatting over de redenaarskunst en één over het scepticisme in de oudheid. Alle drie de inzendingen waren in het Latijn, evenals zijn dissertatie over Asinius Pollio, een tijdgenoot van Marcus Tullius Cicero.

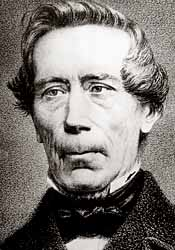
Een lithografie van Thorbecke door Adrien Canelle

Na zijn promotie vertrok hij als privaatdocent naar Duitsland, een periode die zeer belangrijk zou worden voor zijn geestelijke vorming. Hij kwam in Gießen en aan de Universiteit van Göttingen in aanraking met het Duitse filosofische idealisme, met de heersende opvattingen over geschiedfilosofie. Geldzorgen dreven hem terug naar de Nederlanden, alwaar hij in 1825 benoemd werd tot buitengewoon hoogleraar aan de Universiteit Gent. De leeropdrachten waren Europese geschiedenis, internationale betrekkingen en statistiek. Ook verzorgde Thorbecke een college staathuishoudkunde.
Tijdens zijn verblijf in Gent bestudeerde hij economische ontwikkelingen, met name de gevolgen van de toenemende industrialisatie. Hiertoe las hij onder andere het werk van de Zwitser Sismondi. Thorbecke publiceerde over het onderwerp een "Verhandeling over den invloed der machines op het samenstel der maatschappelijke en burgerlijke betrekkingen" in 1830. Van groot belang was zijn publicatie "Over 't bestuur van 't onderwijs in verband met een aanstaande wetgeving".

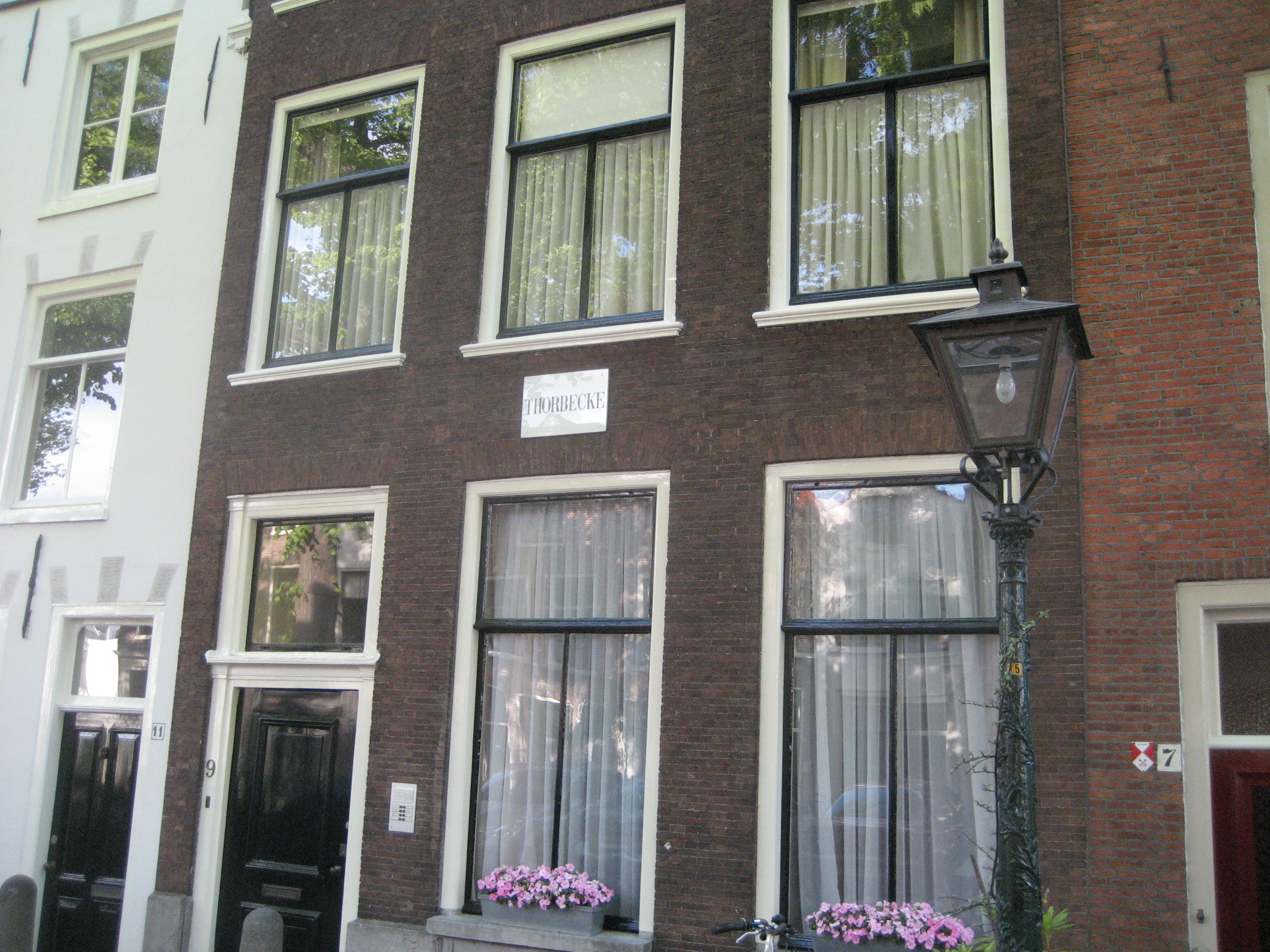
Garenmarkt 9 in Leiden, waar Thorbecke in de jaren voor 1848 aan de nieuwe Grondwet schreef

Als gevolg van de Belgische opstand in 1830 moest hij de stad verlaten. Een jaar later werd Thorbecke benoemd tot hoogleraar diplomatie en moderne geschiedenis aan de Universiteit van Leiden. Hier zou hij onder andere college geven over de Grondwet, waaruit de publicatie "Aanteekening op de Grondwet" (1839) voortkwam, zijn eerste openbare bijdrage aan het debat omtrent de herziening der grondwet en waarvan binnen enkele maanden bijna 1.000 exemplaren verkocht werden. Een jaar later volgde de "Proeve van herziening der grondwet volgens de Aanteekening". Op 15 juli 1836 trouwde hij met de negentien jaar jongere Adelheid Solger, dochter van de Duitse hoogleraar C.W.F. Solger. Voordat Thorbecke minister werd, bekleedde hij de volgende andere politieke functies:
- 1840: Lid van de zgn. "Dubbele kamer".
- 1844-1845: Lid van de Tweede Kamer. Tijdens deze periode nam Thorbecke op 2 december 1844 met acht geestverwanten (de Negenmannen) het initiatief tot herziening van de Grondwet (invoering ministeriële verantwoordelijkheid en rechtstreekse verkiezingen Tweede Kamer volgens censuskiesrecht). De Tweede Kamer besloot op 31 mei 1845 met 34 tegen 21 stemmen het voorstel niet in behandeling te nemen; velen zeiden dat de voorstellen 'on-Nederlands' waren. Wel slaagde de groep erin veel publiciteit (petities, brochures) te krijgen in het land.
- 1845-1850: Lid van de gemeenteraad te Leiden. Zijn leerrijke ervaringen hier resulteerden in 1847 in de publicatie van "Over plaatselijke begrooting". In die tijd vonden vergaderingen van het lokaal bestuur in het geheim plaats, zonder dat men verantwoording hoefde af te leggen. Bovendien werden de leden voor het leven benoemd. Het niveau liet dan ook te wensen over: "Tot hoe lagen stand het in gesloten vergaderingen soms daalt, stelt niemand, dan die erin zat, zich voor."

## Het jaar 1848: de Grondwet
Als voorzitter van de Grondwetscommissie was Thorbecke in 1848 grondlegger van de Nederlandse parlementaire democratie (zie ook revolutiejaar 1848). Deze commissie was door koning Willem II ingesteld met als opdracht een nieuwe Grondwet te ontwerpen. De reden hiervoor was dat koning Willem II geschrokken was van de politieke woelingen in het buitenland. Met het aanstellen van deze commissie passeerde de koning de ministers van zijn kabinet.
De nieuwe Grondwet bevatte bijna volledig het werk van Thorbecke.
Door de invoering van de nieuwe grondwet kwamen er rechtstreekse verkiezingen en ministeriële verantwoordelijkheid, werden parlementaire rechten uitgebreid en werd de mogelijkheid van Kamerontbinding ingevoerd. Deze grondwet zou van Nederland, uiteindelijk, na een proces van gewenning dat jaren duurde, een moderne staat maken.
De nieuwe grondwet werd geproclameerd op 3 november 1848.

## Na 1848: Optreden als politicus
Thorbecke was driemaal minister van Binnenlandse Zaken (een ministerie met een zeer breed takenpakket: binnenlands bestuur, landbouw, handel en nijverheid, armenzorg, onderwijs, waterstaat en volksgezondheid vielen hieronder):

### Eerste kabinet-Thorbecke
Het eerste kabinet-Thorbecke duurde van 1 november 1849 tot en met 19 april 1853.
Als eenheid trad het kabinet hoogstens op tijdens conflicten met de Koning; tegenover het parlement moest iedere minister zelfstandig zijn eigen beleid verdedigen. Het partijen-stelsel bestond nog niet, dus ook die bindende factor ontbrak. Er zijn dan ook nogal wat ministers afgetreden tijdens deze periode.
Het kabinet genoot de steun van de katholieken, aan wie Thorbecke de formele gelijkstelling van rechten verleende. Uitgaande van een volledige scheiding van Kerk en Staat, mocht de regering de uitoefening van het katholieke geloof niet tegenhouden. Toen de Paus hierop aankondigde bisschopszetels te gaan installeren in Nederland, liep Protestant Nederland te hoop en bood op 15 april 1853 een manifest aan aan Willem III (Aprilbeweging). Aangezien deze naar Thorbeckes smaak te veel sympathie betuigde, in plaats van neutraal te blijven, boden Thorbecke en de andere ministers daarop hun ontslag aan.

### Tweede kabinet-Thorbecke
Het tweede kabinet-Thorbecke duurde van 31 januari 1862 tot en met 10 februari 1866.
Dit kabinet stond in het teken van het verbeteren van de Nederlandse infrastructuur, waaronder het graven van het Noordzeekanaal (geraamde kosten: 15 miljoen gulden) en de Nieuwe Waterweg, allebei vastgelegd in de "Wet van den 24sten Januarij 1863, betreffende het kanaal door Holland en verbetering van den waterweg van Rotterdam naar zee". Ook werd een impuls gegeven aan de uitbreiding der spoorwegen: Thorbecke was voorstander van particulier initiatief, en op 3 juli 1863 werd een wet aangenomen betreffende de exploitatie van spoorwegen die werden aangelegd volgens de spoorwegwet van 1860. Verder werden de accijnzen op brandstoffen en tolheffingen opgeheven. Een en ander maakte dat dit kabinet de bijnaam Kabinet met de spade op de schouder heeft gekregen, in deze tijd dat de Nederlandse economie er gunstig voorstond.
De oppositie die dit kabinet ondervond was soms hevig. "Bij lange na niet algemeen was de overtuiging omtrent de uitvoerbaarheid dezer stoute, en in ieder geval uiterst kostbare, ondernemingen, zoo zelfs, dat het mag betwijfeld worden of eenig ander minister dan Thorbecke er ooit in geslaagd zou zijn de reeks van bezwaren en twijfelingen te wederleggen, die niet slechts door tegenstanders (...) maar ook door politieke vrienden (...) werden aangevoerd".
"Wij gaan, Mijne Heeren eene groote en blijvende weldaad aan het land bewijzen. Wij gaan krachten en instellingen in het leven roepen, die de intellectuele [en] het praktisch voortbrengend vermogen van de kern des volks moeten verhoogen." Met deze hooggestemde woorden introduceerde minister-president Thorbecke op 1 mei 1863 zijn wetsontwerp op het Middelbaar Onderwijs in de Eerste Kamer. Het ontwerp riep een nieuw schooltype, de HBS in het leven, dat tegemoetkomend aan de behoeften van handel en industrie een praktisch en zakelijk vakkenpakket aanbood. Met name de vier moderne talen en wiskunde. Een zakelijke middelbare opleiding naast het pré-academisch gerichte gymnasium.
Het geesteskind van Thorbecke werd een groot succes: enkele honderdduizenden scholieren gingen tussen 1864 en 1974. naar de "HBS". In 1968 werd de "HBS" ingevolge de Mammoetwet opgevolgd door schooltypes als havo en atheneum.
De Wet op het Artsexamen dateert van 1 juni 1865 en trad in werking op 1 januari 1866.
Bekend uit deze periode is verder Thorbeckes uitspraak over de houding van de regering ten opzichte van de kunst: "De Kunst is geen regeringszaak, in zooverre de Regering geen oordeel, noch eenig gezag heeft op het gebied der kunst". Hij deed deze uitspraak nadat een Kamerlid te kennen had gegeven dat hij graag had gezien dat in de door Willem III uitgesproken Troonrede een verwijzing was gemaakt naar: "de algemene tentoonstelling te Londen, waar ook de Nederlandse kunst waardiglijk werd vertegenwoordigd". Thorbecke legde uit dat hij er als persoon wel degelijk belang in stelde, maar dat het geen zaak van regering is. De regering was geen oordelaar van wetenschap en kunst.
Het was ook tijdens dit kabinet dat Thorbecke per brief een doodsbedreiging ontving. Thorbecke was en bleef omstreden, maar toch ook populair, gezien het vaak zeer enthousiaste onthaal dat hem ten deel viel bij zijn ambtsreizen door het land. 
Het kabinet kwam ten val als gevolg van onenigheid met minister van Koloniën Fransen van de Putte.
Opmerkelijk is dat Thorbecke lang geen voorstander was van de afschaffing van de slavernij. In Suriname en de Antillen werd de slavernij uiteindelijk pas in 1863, na aanvaarding van de Emancipatiewet, afgeschaft. Alle plantagehouders en slavenhandelaren kregen een schadevergoeding voor elke slaafgemaakte die vrijgemaakt werd.

### Derde kabinet-Thorbecke
Het derde kabinet-Thorbecke duurde van 4 januari 1871 tot en met 4 juni 1872, de dag waarop Thorbecke overleed.
Dit kabinet kreeg de bijnaam Kabinet met het geweer op den schouder in verband met de poging tot verbetering van de nationale defensie in verband met de dreigende internationale toestand (o.a. het optreden van Bismarck, volgens Thorbecke een man zonder consciëntie).
Vanwege zijn overlijden na iets meer dan een jaar heeft dit kabinet niet zoveel kunnen uitrichten. Te memoreren valt de eerste toelating van vrouwen tot de HBS en tot de universiteit: Aletta Jacobs). Meer dan tijdens het tweede kabinet werd Thorbecke 'links ingehaald' door jongere liberalen als Van Houten, die vonden dat Thorbecke in sociale kwesties ouderwets optrad (dat wil zeggen nalatig).
Toen Thorbecke tijdens zijn derde regeerperiode ernstig ziek werd, leefde de hele natie via de kranten met hem mee. Vijf dagen voor zijn dood regelde hij de toelating van Aletta Jacobs als eerste vrouwelijke student aan de universiteit nog per telegram. Op 4 juni 1872 overleed Thorbecke aan de gevolgen van longontsteking.

### Status en nalatenschap

Thorbecke door Jozef Israëls (1875)

De positie van minister-president bestond nog niet, maar het was voor iedereen wel duidelijk wie de leider was van deze kabinetten. Reden waarom men toch spreekt van de drie Kabinetten-Thorbecke.
Vooral vanwege zijn wetgevende activiteit wordt Thorbecke door velen gezien als de grootste staatsman van het Nederland van de negentiende eeuw, en ook als een van de grootste parlementair politici die Nederland ooit gekend heeft. Naast zijn optreden als minister was ook zijn optreden als gewoon parlementslid (dus in de periodes dat hij geen deel uitmaakte van de regering) zeer invloedrijk. Thorbecke heeft zich ingezet om het parlement te wijzen op de implicaties van de grondwet van 1848, de onschendbaarheid van de Koning en de ministeriële verantwoordelijkheid. Geen andere minister heeft ook zoveel te stellen gehad met een onwillige koning: ook hier moest Thorbecke zich een nieuwe weg zien te banen.
Thorbecke wordt door Nederlandse politici en historici nog steeds in hoog aanzien gehouden. In 2004 eindigde Thorbecke op plaats 15 tijdens de verkiezing van De grootste Nederlander.

## Vernoemingen

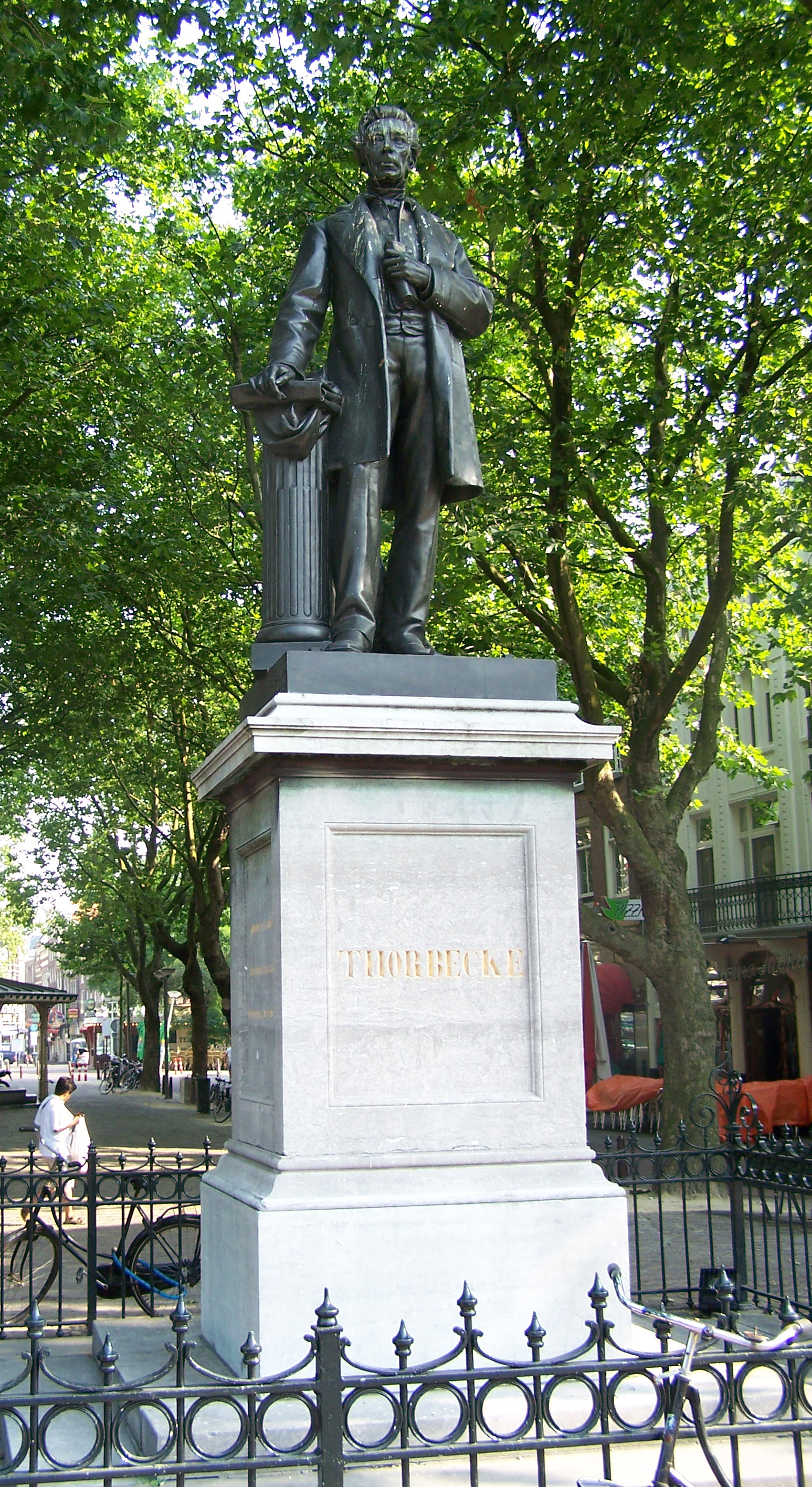
Het monument van Thorbecke op het Thorbeckeplein in Amsterdam

Tegenwoordig is de naam Thorbecke nog altijd terug te vinden in de naam van diverse straten, prijzen en instanties. In Thorbeckes geboortestad Zwolle is een middelbare school naar de politicus vernoemd, de Thorbecke Scholengemeenschap. Tevens staat er in Zwolle op de rotonde voor het station een standbeeld van Johan Rudolph Thorbecke, gemaakt door Hans Bayens in 1992. De straat waarin Thorbecke is geboren heet nu Thorbeckegracht.
In Arnhem is een Thorbeckestraat en was een Thorbecke Lyceum (later Thorbecke Scholengemeenschap) te vinden. Ook in Rotterdam is een middelbare school naar Thorbecke vernoemd, Thorbecke Voortgezet Onderwijs.
In Amsterdam is het Thorbeckeplein aangrenzend aan het Rembrandtplein vernoemd naar Johan Rudolph Thorbecke. Hier staat ook een standbeeld van Thorbecke gemaakt door Ferdinand Leenhoff. Het standbeeld werd onthuld op 18 mei 1876, een kleine vier jaar na de dood van Thorbecke. Het plein en het standbeeld staan tegenwoordig op de lijst van rijksmonumenten.
In Leeuwarden is de Academie voor Bestuurskunde & Overheidsmanagement naar hem vernoemd. Deze "Thorbecke Academie" werd in 1986 geopend door prins Claus. Inmiddels maakt de Academie deel uit van de NHL Stenden Hogeschool.
Op het Lange Voorhout in Den Haag staat sinds 2017 een monument voor Thorbecke en is er een Thorbeckelaan.
De Universiteit Leiden reikt sinds 1992 jaarlijks de Thorbeckeprijs uit aan de meest welsprekende politicus. Ook bestaat sinds 1987 de Stichting Professor mr. J.R. Thorbecke leerstoel, die voorziet in de benoeming van een bijzonder hoogleraar gemeente- en provincierecht aan de Leidse rechtenfaculteit. Thorbecke-hoogleraren waren Willem Konijnenbelt, Wim Derksen, Hans Engels, Job Cohen en Geerten Boogaard (huidig).
De VVD hield lange tijd kantoor in het Thorbeckehuis in Den Haag en heeft voor zeer verdienstelijke leden de Thorbecke-penning als onderscheiding ingesteld.
In de Statenpassage van het (tijdelijk) gebouw van de Tweede Kamer aan de Bezuidenhoutseweg in Den Haag hangt sinds november 2023 een groot kunstwerk gewijd aan Thorbecke.

## Familiewapen

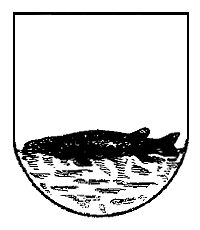
Familiewapen

Wapen: In zilver een vis van natuurlijke kleur, zwemmend op golvend blauw water. Helmteken: de vis van het schild verticaal geplaatst met de kop naar boven tussen een blauwe vlucht. Dekkleden: blauw, gevoerd van zilver. Dit wapen dateert uit de 17de eeuw en werd ook door Johan Rudolph gevoerd.

## Nageslacht

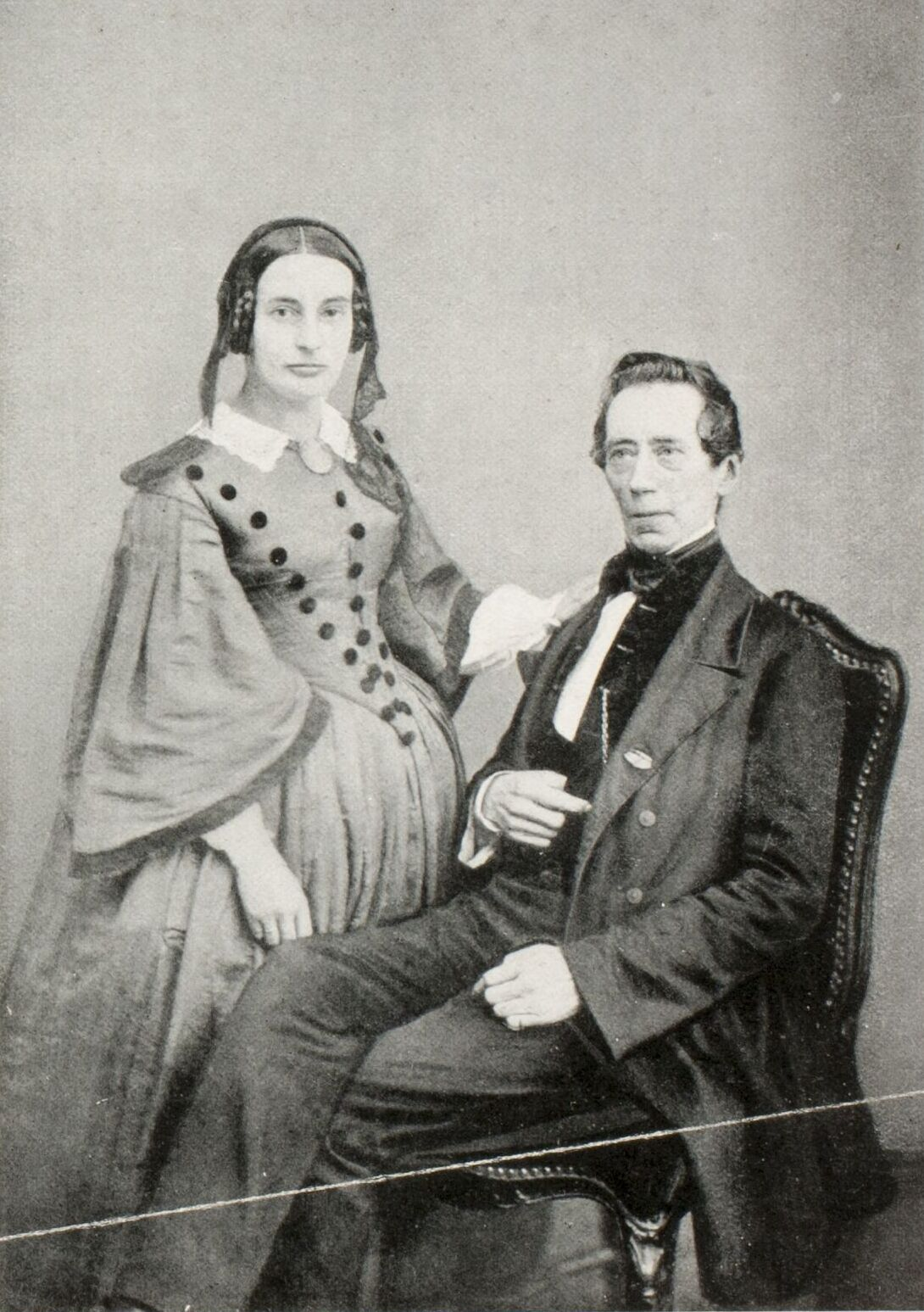
Thorbecke met zijn vrouw Adelheid Solger

Thorbecke trouwde in 1836 met Adelheid Ernestine Caroline Henriette Solger (1817-1870). Uit dit huwelijk werden zes kinderen geboren. Anno 2023 leeft nageslacht van hem met de naam Thorbecke alleen nog in de Verenigde Staten van Amerika.
- Mr. Johan Rudolph Thorbecke (1798-1872)
  -  Adelheid Henriette Christine "Jetje" Thorbecke (1838)
  -  Rudolf Frederik Karel Thorbecke (1839-1861), stuurman op de grote vaart, overleden onderweg naar Nederlands-Indië aan boord van de Vriendschap; ongehuwd gebleven
  -  Herman Willem Ferdinand Thorbecke (1841-1858), overleden in de buurt van Xiamen aan boord van de Elshout; ongehuwd gebleven
  -  Mr. Willem Thorbecke (1843-1917), landsadvocaat; trouwde in 1874 met Wilhelmina Louise Dorothea Agnes Moldenhauer (1852-1945)
    -  Wilhelmina Thorbecke (1877-1971); trouwde in 1898 met mr. Carel Daniël Asser jr. (1866-1939), advocaat en lid van het geslacht Asser, zoon van Nobelprijswinnaar Tobias Asser
      -  Johan Rudolf Asser (1907-2009), vernoemd naar zijn overgrootvader
        -  Prof. mr. Willem Daniël Hendrik Asser (1945), hoogleraar en raadsheer in de Hoge Raad der Nederlanden

      -  Adelheid Henriëtte Marie Asser (1910-2009), vernoemd naar haar overgrootmoeder Thorbecke-Solger; trouwde in 1931 met Andrew Christopher Ferrier (1903-1971), landeconoom in Engeland
        -  Adelheid Ferrier (1932), schijfster, vernoemd naar haar moeder en betovergrootmoeder Thorbecke-Solger; trouwde in in 1956 met Johannes Maurits graaf van Limburg Stirum (1916-1978), telg uit het geslacht Van Limburg Stirum en in 1982 met Hendrik Jan van Beuningen (1920-2015), telg uit het geslacht Van Beuningen

    -  Mr. Johan Rudolf Thorbecke (1881-1950), plaatsvervangend landsadvocaat, vicepresident van de rechtbank 's-Gravenhage, vernoemd naar zijn grootvader
      -  Willem Thorbecke (1920-2014), manager bij Philips, oprichter van het Fonds Staatsman Thorbecke van de KNAW die de uitgave van de biografie door Remieg Aerts in 2018 mede mogelijk maakte[6]

    -  Mr. Willem Johan Rudolf Thorbecke (1892-1989), Nederlands ambassadeur in China, moest vanwege echtscheiding in 1935 ontslag nemen uit de diplomatieke dienst en werd daarna hoogleraar staatswetenschappen aan Emory University te Atlanta (Georgia), vernoemd naar zijn grootvader; overleden te 's-Gravenhage en begraven op Nieuw Eykenduynen[7]
      -  Willem Henry Thorbecke (1924-2006), directeur Energy Support Services Inc., oud-reserve 1e luitenant-vlieger Koninklijke Luchtmacht[8]
        -  Johan Rudolf Thorbecke (1953-1996), directeur Energy Support Services Inc., vernoemd naar zijn betovergootvader

      -  Prof. dr. Erik Thorbecke (1929), Ph.D., dr. h.c. Universiteit van Gent, professor economics en food economics Cornell-universiteit te Ithaca

  -  Marie Thorbecke

## Bibliografie

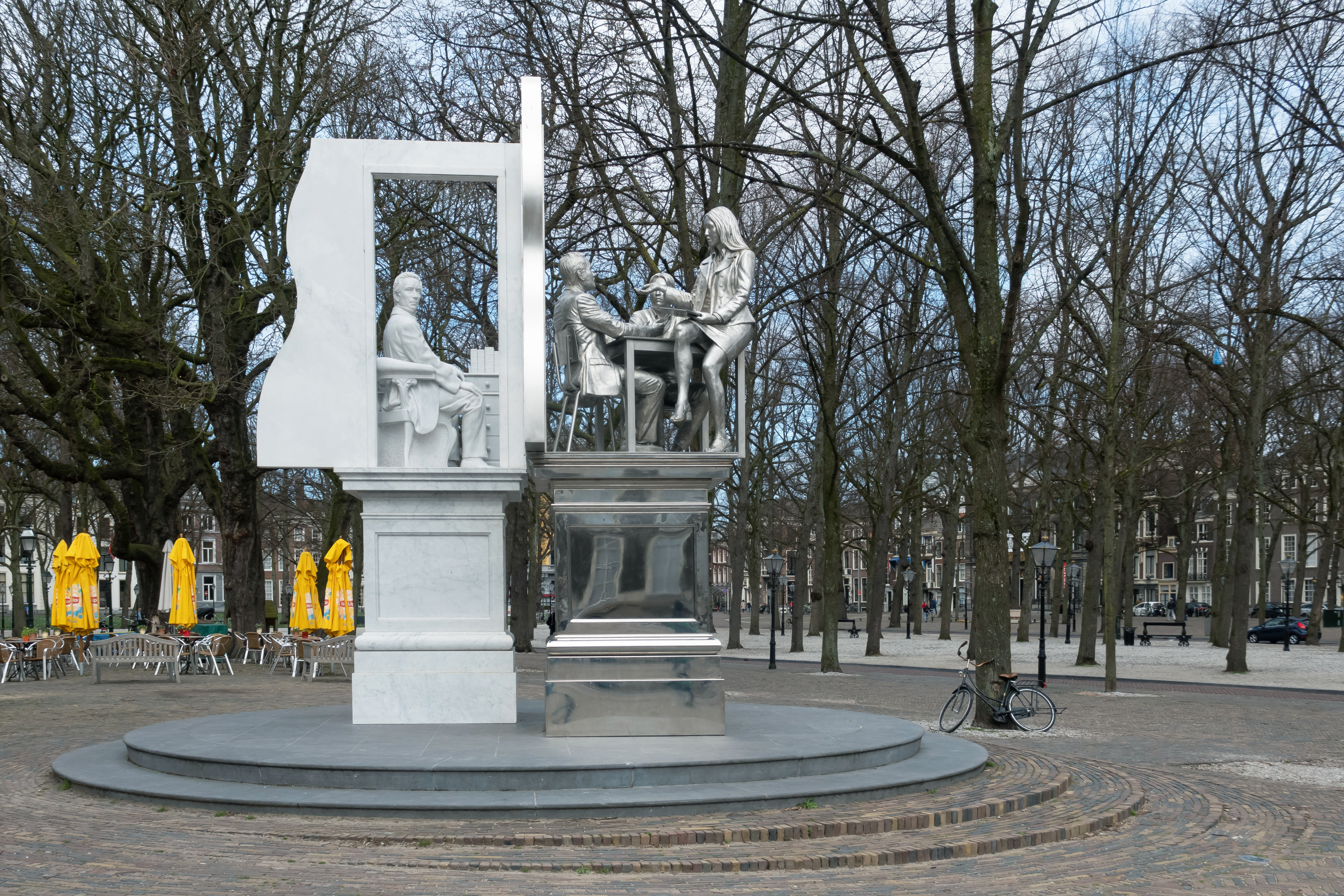
Het Thorbecke-monument op het Lange Voorhout in Den Haag van Thom Puckey.

### Brieven
- J. Brandt-van der Veen: Thorbecke-Archief (3 delen). Bevat Thorbeckes brieven tot en met september 1830. Utrecht, 1955, Groningen, 1962, Utrecht, 1967.
- G.J. Hooykaas e.a.: De Briefwisseling van J.R. Thorbecke (7 delen). Bevat Thorbeckes brieven vanaf oktober 1830. Verschenen tussen 1975 en 2002.